# Campeonato Mundial de Atletismo Sub-20 de 2021 - 800 m feminino
A prova dos 800 metros feminino do Campeonato Mundial de Atletismo Sub-20 de 2021 ocorreu entre os dias 19 a 21 de agosto de 2021 no Centro Esportivo Internacional Moi, em Nairóbi, no Quênia. 

## Recordes
Antes desta competição, os recordes mundiais e do campeonato nesta prova eram os seguintes:
|       | Nome           | Nacionalidade  | Tempo   | Local   | Data                 |
| ----- | -------------- | -------------- | ------- | ------- | -------------------- |
| WU20R | Pamela Jelimo  | Quênia         | 1:54.01 | Zurique | 29 de agosto de 2008 |
| CR    | Diribe Welteji | Etiópia        | 1:59.74 | Tampere | 12 de julho de 2018  |
| WU20L | Athing Mu      | Estados Unidos | 1:55.21 | Tóquio  | 3 de agosto de 2021  |

## Medalhistas
| Ouro                 | Prata                     | Bronze                         |
| Ayal Dagnachew (ETH) | Valentina Rosamilia (SUI) | Elli Eftychia Deligianni (GRE) |

## Cronograma
Todos os horários são locais (UTC+3).  
| Data         | Hora  | Evento    |
| ------------ | ----- | --------- |
| 19 de agosto | 10:50 | Bateria   |
| 20 de agosto | 16:40 | Semifinal |
| 21 de agosto | 16:45 | Final     |

## Resultados

### Bateria
Qualificação: Os 3 primeiros de cada bateria (Q) e os 4 tempos mais rápidos (q). 
| Posição | Bateria | Atleta                   | Nacionalidade              | Tempo   | Notas           |
| ------- | ------- | ------------------------ | -------------------------- | ------- | --------------- |
| 1       | 3       | Ayal Dagnachew           | Etiópia                    | 2:02.94 | Q,              |
| 2       | 1       | Elli Eftychia Deligianni | Grécia                     | 2:05.38 | Q               |
| 3       | 3       | Zita Urbán               | Hungria                    | 2:07.39 | Q,              |
| 4       | 1       | Svitlana Zhulzhyk        | Ucrânia                    | 2:07.61 | Q               |
| 5       | 4       | Avery Pearson            | Canadá                     | 2:07.99 | Q               |
| 6       | 2       | Marina Martínez          | Espanha                    | 2:08.21 | Q               |
| 7       | 2       | Veronika Sadek           | Eslovênia                  | 2:08.34 | Q               |
| 8       | 1       | Mebriht Mekonen          | Etiópia                    | 2:08.62 | Q               |
| 9       | 3       | Valentina Rosamilia      | Suíça                      | 2:08.89 | Q               |
| 10      | 3       | Petja Klojčnik           | Eslovênia                  | 2:09.11 | q               |
| 11      | 2       | Gabriella Szabó          | Hungria                    | 2:09.39 | q               |
| 12      | 2       | Annelies Nijssen         | Bélgica                    | 2:09.44 | Q               |
| 13      | 2       | Lorena Rangel            | México                     | 2:09.86 | Q               |
| 14      | 4       | Pavla Štoudková          | Chéquia                    | 2:10.27 | q               |
| 15      | 3       | Federica Pansini         | Itália                     | 2:10.34 | q               |
| 16      | 4       | Pooja                    | Índia                      | 2:10.66 |                 |
| 17      | 1       | Tharushi Dissanayaka     | Sri Lanka                  | 2:10.70 | Q               |
| 18      | 2       | Aviwe Hoboloshe          | África do Sul              | 2:11.65 |                 |
| 19      | 1       | Dunja Sikima             | Sérvia                     | 2:12.04 |                 |
| 20      | 4       | Brenda Chebet            | Quênia                     | 2:12.16 |                 |
| 21      | 4       | Sebah Amar               | Eritreia                   | 2:13.28 |                 |
| 22      | 1       | Shanika Kahawalage       | Sri Lanka                  | 2:20.37 |                 |
| 23      | 4       | Chamsiya Yahaya          | Níger                      | 2:31.55 | Recorde pessoal |
| 24      | 2       | Larisa Talpiș            | Roménia                    | 2:38.33 |                 |
| 25      | 3       | Alice Ilam Samuel        | Time de Atletas Refugiados | 2:43.76 | Recorde pessoal |
| 26      | 4       | Sheila Chepkosgei        | Quênia                     | DSQ     | TR17.3.1        |
| 26      | 3       | Daily Cooper             | Cuba                       | DSQ     | TR17.3.1        |
| 26      | 4       | Aster Yibabie            | Eritreia                   | DSQ     | TR17.5          |
| 26      | 3       | Perina Togo              | Sudão do Sul               | DSQ     | TR17.3.1        |

### Semifinal
Qualificação: Os 3 primeiros de cada bateria (Q) e os 2 tempos mais rápidos (q). 
| Posição | Bateria | Atleta                   | Nacionalidade | Tempo   | Notas |
| ------- | ------- | ------------------------ | ------------- | ------- | ----- |
| 1       | 1       | Ayal Dagnachew           | Etiópia       | 2:04.26 | Q     |
| 2       | 1       | Svitlana Zhulzhyk        | Ucrânia       | 2:06.28 | Q     |
| 3       | 1       | Elli Eftychia Deligianni | Grécia        | 2:06.41 | Q     |
| 4       | 1       | Annelies Nijssen         | Bélgica       | 2:07.13 | q     |
| 5       | 2       | Marina Martínez          | Espanha       | 2:07.22 | Q     |
| 6       | 2       | Valentina Rosamilia      | Suíça         | 2:07.23 | Q     |
| 7       | 2       | Veronika Sadek           | Eslovênia     | 2:07.41 | Q     |
| 8       | 1       | Avery Pearson            | Canadá        | 2:07.46 | q     |
| 9       | 2       | Mebriht Mekonen          | Etiópia       | 2:07.53 |       |
| 10      | 1       | Gabriella Szabó          | Hungria       | 2:08.05 |       |
| 11      | 2       | Zita Urbán               | Hungria       | 2:08.46 |       |
| 12      | 1       | Federica Pansini         | Itália        | 2:08.83 |       |
| 13      | 2       | Pavla Štoudková          | Chéquia       | 2:09.14 |       |
| 14      | 1       | Petja Klojčnik           | Eslovênia     | 2:09.97 |       |
| 15      | 2       | Lorena Rangel            | México        | 2:10.08 |       |
| 16      | 2       | Tharushi Dissanayaka     | Sri Lanka     | 2:17.82 |       |

### Final
A prova final foi realizada no dia 21 de agosto às 16:46. 
| Posição           | Raia | Atleta                   | Nacionalidade | Tempo         | Notas           |
| ----------------- | ---- | ------------------------ | ------------- | ------------- | --------------- |
| Medalha de ouro   | 6    | Ayal Dagnachew           | Etiópia       | 2:02.96       |                 |
| Medalha de prata  | 4    | Valentina Rosamilia      | Suíça         | 2:04.29       |                 |
| Medalha de bronze | 8    | Elli Eftychia Deligianni | Grécia        | 2:04.66       |                 |
| 4                 | 2    | Veronika Sadek           | Eslovênia     | 2:04.96       | Recorde pessoal |
| 5                 | 3    | Svitlana Zhulzhyk        | Ucrânia       | 2:06.04       |                 |
| 6                 | 5    | Marina Martínez          | Espanha       | 2:06.42(.414) |                 |
| 7                 | 1    | Avery Pearson            | Canadá        | 2:06.42(.415) | Recorde pessoal |
| 8                 | 7    | Annelies Nijssen         | Bélgica       | 2:09.55       |                 |

Legenda
| Recorde mundial       | Recorde mundial (World record)               |                       | Recorde africano                      | Recorde africano (African) |                                           | Q | Classificado por posição (Qualified) |
| Recorde do campeonato | Recorde do campeonato (Championship record)  | Recorde da América    | Recorde da América (Americas)         | q                          | Classificado por melhor tempo (Qualified) |   |                                      |
| Melhor marca do ano   | Melhor marca do ano (World leading)          | Recorde asiático      | Recorde asiático (Asian)              | DNS                        | Não largou (Did not start)                |   |                                      |
| Recorde nacional      | Recorde nacional (National record)           | Recorde europeu       | Recorde europeu (European)            | DNF                        | Não terminou (Did not finish)             |   |                                      |
| Recorde pessoal       | Recorde pessoal do atleta (Personal best)    | Recorde da Oceania    | Recorde da Oceania (Oceania)          | DSQ / DQ                   | Desclassificado (Disqualified)            |   |                                      |
| Recorde da temporada  | Recorde da temporada do atleta (Season best) | Recorde sul-americano | Recorde sul-americano (South America) | NM                         | Sem marca (No mark)                       |   |                                      |